# Salles-Courbatiès
Salles-Courbatiès é uma comuna francesa na região administrativa de Occitânia, no departamento de Aveyron. Estende-se por uma área de 13,35 km². Em 2010 a comuna tinha 427 habitantes (densidade: 32 hab./km²).